# МВМИ
МВМИ – Много входове, много изходи (англ. MIMO – Multiple Input Multiple Output) е метод за пространствено кодиране на сигнали в комуникационната техника, който позволява да се увеличи капацитетът на канала чрез предаване и приемане на данни от системи от няколко антени и многопътно разпространение на сигналите. Нарича се още пространствено разнесено предаване и приемане.

## Общи сведения
Отначало в безжичната връзка терминът „МВМИ“ или „MIMO“ се отнася до използването на множество антени на предавателя и приемника. Предавателната и приемната антени са разделени, така че корелацията между съседните антени е слаба. В съвременната употреба МВМИ конкретно се отнася до практическа техника за изпращане и получаване на повече от един сигнал за данни едновременно по един и същ радиоканал чрез използване на многопътно разпространение. Въпреки че терминът „много“ има широк смисъл, в тесния смисъл на думата може да означава използването на мултиплексиране чрез ортогонално честотно разделяне (OFDM) за кодиране на каналите, чрез което се увеличава на капацитетът на данните. MIMO е фундаментално различен метод от техниките за интелигентни антени, разработени за подобряване на производителността на единичен сигнал за данни, като например формиране на лъч във фазирана антенна решетка и антени с обработка на сигналите.
МВМИ се превърна в основен елемент от стандартите за безжична комуникация, включително IEEE 802.11n (Wi-Fi 4), IEEE 802.11ac (Wi-Fi 5), HSPA+ (3G), WiMAX и Дългосрочна еволюция (LTE). Съвсем наскоро MIMO се прилага за комуникация по електропроводи за трипроводни инсталации като част от стандарта ITU G.hn и от спецификацията HomePlug AV2. 